# Platinmetaller
 For alternative betydninger, se Platin (flertydig). (Se også artikler, som begynder med Platin)
Platinmetallerne er en samlet betegnelse for grundstofferne ruthenium, osmium, rhodium, iridium, palladium og platin, som står i 5. og 6. periode i gruppe 8, 9 og 10 i det periodiske system, og er overgangsmetaller.
Platinmetallerne har mange kemiske og fysiske ligheder, og findes normalt sammen i naturen
| Uorganisk kemi | Spire Denne artikel om uorganisk kemi er en spire som bør udbygges. Du er velkommen til at hjælpe Wikipedia ved at udvide den. |